# Franco Pellizotti
 Franco Pellizotti  (Latisana, Udine 15. leden 1978) je italský profesionální cyklista.
Svými fanoušky přezdíván il Delfino di Bibione (Delfín z Bibione – podle města, kde žil až do roku 2002) po svatbě s Claudií se přestěhoval do Santa Lucia di Piave.
Cyklistickou kariéru zahájil v den svých pátých narozenin, když mu rodiče koupili první závodní kolo. V uličkách Bibione si ho všiml prezident klubu Società Ciclistica Bibione a nabídl mu místo v přípravce. V devíti letech stál poprvé na startu opravdového závodu a získává i své první vítězství.
Přes všechny věkové kategorie se dostal až do amatérského pelotonu, kde dva roky jezdil ve stínu dobrých výsledků, ale bez vítězství. Až v roce 2000 prolomil prokletí a vítězí v Giro del Veneto, Internazionale città d'Asti, v etapě Giro d'Italia baby a účastní se i mistrovství světa v Plouay.
V roce 2001 se stává profesionálním cyklistou. Začátek je jak z říše snů, získává bílý trikot pro nejlepšího mladíka v Giro della Liguria. V boji o vítězství v Trofeo Pantalica na Sicílii, Franca Pellizottiho postihl tři kilometry před cílem pád. Účastní se i první velké Tour, Vuelta di Spagna, v celkovém pořadí je 20, nejlepší z Italů. Získává spoustu zkušeností jen vítězství nepřichází.
Sezónu 2002 zahajuje prvním vítězstvím mezi profesionály, v 6. etapě na Tirreno Adriaticko. Pln nadšení a ve vynikající formě vítězí i v etapě kolem Baskicka a v květnu se účastní svého prvního Giro d'Italia, kde se hned začlenil mezi elitu a v konečném hodnocení je 16. Sezónu zakončuje velkolepě, vítězstvím v etapě Kolem Polska a vítězstvím na domácí půdě v Giro del Friuli.

## Nejlepší výsledky

### 2001
- 20. místo – Vuelta a España

### 2002
- 1. místo – 6. etapa Tirreno–Adriatico
- 1. místo – 4. etapa Kolem Baskitska
- 1. místo – Giro del Friuli
- 1. místo – 5. etapa Kolem Polska

### 2003
- 2. místo – Milán-Turín
- 3. místo – Grand Prix de Larciano
- 9. místo – Giro d'Italia
- 16. místo – Liège-Bastogne-Liège

### 2004
- 1. místo – Grand Prix de Chiasso
- 2. místo – Coppa Sabatini
- 2. místo – Giro del Friuli
- 11. místo – Giro d'Italia

### 2005
- 1. místo – 2. etapa Settimana Coppi-Bartali
- 1. místo – Settimana Coppi-Bartali

### 2006
- 1. místo – 10. etapa Giro d'Italia
- 8. místo – Giro d'Italia

### 2007
- 1. místo – 2. etapa Paříž–Nice
- 1. místo – Bodovací soutěž Paříž–Nice